# Costas Mandylor
Pour les articles homonymes, voir Mandylor.
Costas Theodosopoulos, plus connu sous le nom de Costas Mandylor (né le 3 septembre 1965 à Melbourne) est un acteur australien.
Il est surtout connu pour le rôle de Kenny dans la série Un drôle de shérif (1992-1996) et le rôle de Mark Hoffman dans la saga Saw.

## Vie privée
Costas Mandylor, est le fils de Yannis Theodosopoulos, un chauffeur de taxi et de Louise (née Mandylaris), il a un frère Louis Mandylor, également acteur. Il est arrivé aux États-Unis en 1987.
En 1991, il fait partie des 50 plus belles personnes au monde.

Après un premier mariage avec Talisa Soto (1997-2000), il épouse Victoria Ramos en 2013.

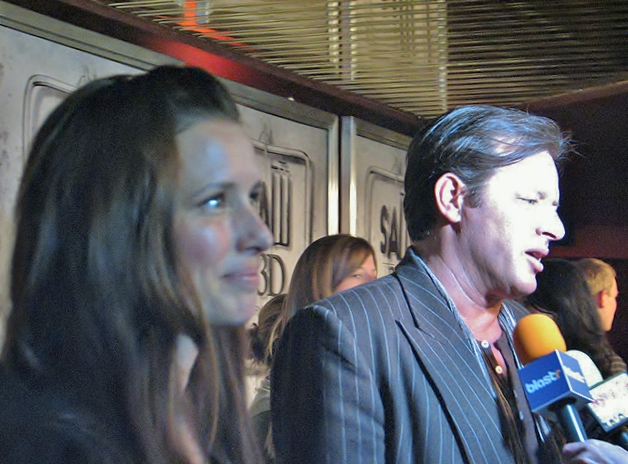
Shawnee Smith et Costas Mandylor à la première de Saw 3D

## Filmographie
Sauf indication contraire, les informations mentionnées dans cette section peuvent être confirmées par la base de données cinématographiques IMDb,  présente dans la section « Liens externes ».

### Cinéma
| Année | Film                                        | Rôle                            | Réalisateur                  |
| ----- | ------------------------------------------- | ------------------------------- | ---------------------------- |
| 1988  | Hostage Syndrome                            | Andrei Arbitovich               | Eddie Rodriguez              |
| 1989  | Triumph of the Spirit                       | Avram Arouch                    | Robert M. Young              |
| 1991  | The Doors                                   | Le comte italien                | Oliver Stone                 |
| 1991  | Soapdish                                    | Mark                            | Michael Hoffman              |
| 1991  | Les Indomptés                               | Frank Costello                  | Michael Karbelnikoff         |
| 1993  | Fatal Past (en)                             | Costello                        | Clive Fleury et Richard Ryan |
| 1994  | Mort ou presque                             | Dominic Delaserra               | Ruben Preuss                 |
| 1994  | Delta de Vénus                              | Lawrence Walters                | Zalman King                  |
| 1995  | Venus Rising (en)                           | Vegas                           | Leora Barish                 |
| 1995  | Programmé pour tuer                         | John Donovan                    | Brett Leonard                |
| 1995  | North Star : La Légende de Ken le survivant | Shin                            | Tony Randel                  |
| 1996  | Portraits of a Killer                       | George G. Kendall               | Bill Corcoran                |
| 1996  | Crosscut                                    | Martin Niconi                   | Paul Raimondi                |
| 1997  | Coup de foudre à Hollywood                  | Rich Adams                      | Andrew Gallerani             |
| 1997  | Double Take                                 | Hector Stroessner / Ray Soldado | Mark L. Lester               |
| 1997  | Stand-ins                                   | Jack Turner                     | Harvey Keith                 |
| 1998  | Shelter                                     | Nikos Kostantinos               | Scott Paulin                 |
| 1999  | Shame, Shame, Shame                         | Mark                            | Zalman King                  |
| 1999  | Mercenaires                                 | Ryan Mitchell                   | Jim Wynorski                 |
| 2000  | Intrepid (en)                               | Alan Decker                     | John Putch                   |
| 2001  | The Pledge                                  | Adjoint de Monash               | Sean Penn                    |
| 2001  | L'amour en partage                          | Michael Amorosa                 | Stuart Alexander             |
| 2001  | Gangland                                    | Jared                           | Art Camacho                  |
| 2002  | Ambition fatale                             | Kevin Dodd                      | Eric Weston                  |
| 2002  | Turn of Faith (en)                          | Bobby Giordano                  | Charles Jarrott              |
| 2002  | The Real Deal                               | Instructeur                     | Tom Burruss                  |
| 2002  | Hitters                                     | Tony                            | Eric Weston                  |
| 2004  | Patient 14                                  | Aiden Porter                    | Andrew Bakalar               |
| 2004  | DinoCroc                                    | Dick Sydney                     | Kevin o'Neill                |
| 2005  | Le Match de leur vie                        | Charlie Columbo                 | David Anspaugh               |
| 2005  | Péril en altitude (vidéo)                   | John Deckert                    | Jim Wynorski                 |
| 2005  | Dr. Chopper (vidéo)                         | Terrell                         | Lewis Schoenbrun             |
| 2005  | The Shore                                   | Raymond                         | Dionysius Zervos             |
| 2006  | Saw III                                     | Agent Mark Hoffman              | Darren Lynn Bousman          |
| 2007  | Payback                                     | Billy                           | Lewis Schoenbrun             |
| 2007  | Made in Brooklyn                            | Joey                            | Gregory Alosio               |
| 2007  | Saw IV                                      | Détective Mark Hoffman          | Darren Lynn Bousman          |
| 2007  | Premiers Doutes                             | Chase Harper                    | Yelena Lanskaya              |
| 2007  | La Légende de Beowulf                       | Hondshew                        | Robert Zemeckis              |
| 2008  | Lost Warrior : Left Behind (vidéo)          | Frank Bisner                    | Erken Ialgashev              |
| 2008  | Emma Blue                                   | Del                             | Robert MacLean               |
| 2008  | The Drum Beats Twice                        | Jesus                           | Ken del Vecchio              |
| 2008  | Toxic                                       | Steve                           | Alan Pao                     |
| 2008  | Saw V                                       | Lieutenant Mark Hoffman         | David Hackl                  |
| 2008  | Golden Goal                                 | Frank Lazaridis                 | Mirwan Suwarso               |
| 2009  | Immortally Yours (en)                       | Rex                             | Joe Tornatore                |
| 2009  | In the Eyes of a Killer                     | Congressman Donaldson           | Louis Mandylor               |
| 2009  | Saw VI                                      | Lieutenant Mark Hoffman         | Kevin Greutert               |
| 2010  | Torn                                        | Steve Clay                      | Eric Manchester              |
| 2010  | The Cursed                                  | Jimmy Muldoon                   | Joel Bender                  |
| 2010  | An Affirmative Act                          | Matthew                         | Kenneth del Vecchio (en)     |
| 2010  | Bad Cop                                     | Raymond Crowe                   | William Kaufman              |
| 2010  | Saw VII                                     | Lieutenant Mark Hoffman         | Kevin Greutert               |
| 2011  | Hyenas (en)                                 | Gannon                          | Eric Weston                  |
| 2012  | Should've Been Romeo                        | Mason                           | Marc Bennett                 |
| 2013  | Five Thirteen                               | Sheriff O'Connor                | Kader Ayd                    |
| 2013  | 2 Dead 2 Kill                               | Vin Dictive                     | Michael J. Hach              |
| 2014  | Then There Was                              | Jim                             | Louis Mandylor               |
| 2014  | 2 Bedroom 1 Bath                            | Frank                           | Stanley Yung                 |
| 2014  | Guardian Angel                              | Attila                          | Vahik Pirhamzei              |
| 2014  | The Nurse                                   | Martin                          | Sam Irvin                    |
| 2014  | In 10 Easy Steps                            | Isaak Misidis                   | Artie Kalogeropoulous        |
| 2015  | Bite                                        | Roman                           | Alberto Sciamma              |
| 2015  | Burn Off                                    |                                 | Patrick Kilpatrick           |
| 2016  | Beyond the Game                             | Frank Bisner                    | Erken Ialgashev              |
| 2016  | The Horde (vidéo)                           | Cylus Atkinson                  | Jared Cohn                   |
| 2017  | The Best Thanksgiving Ever                  | Aquavelva                       | J.D. Shapiro                 |
| 2017  | Blindsided                                  | Congressman Donaldson           | Louis Mandylor               |
| 2017  | Deprivation                                 | Dr Vovan                        | Brian Skiba                  |
| 2017  | Residue                                     | Jacob                           | Rusty Nixon                  |
| 2018  | In Like Flynn                               | Vassilis                        | Russell Mulcahy              |
| 2021  | Cosmic Sin                                  | Marcus Bleck                    | Edward Drake                 |
| 2023  | Saw X (scène post-générique)                | Lieutenant Mark Hoffman         | Kevin Greutert               |

### Court-métrage
- 1998 : My Brother Cicero de Tony Nittoli : Cicero
- 1998 : Conversations in Limbo de Paul Johansson
- 2010 : Exit 102 de Peter Dobson : Ronnie
- 2015 : Bad Cat de Richard Bairos : Tommy Castano
- 2015 : Praise and Blame de Shane Book : Viktar Ramanchuk

### Télévision
- 1992 - 1996 : Un drôle de shérif : Kenny Lacos (88 épisodes)
- 1993 : Les Contes de la crypte : Dan King (1 épisode)
- 1995 : Falling for You de Eric Till : Paul Blankenship (téléfilm)
- 1996

Last Exit to Earth de Katt Shea : Jaid (téléfilm)
Au-delà du réel : l'aventure continue (The Outer Limits) : Lee Taylor (saison 2 épisode 14 : L'assaut)
- 1997 :

FX, effets spéciaux : Jerry Tamblin (1 épisode)
Les flèches de l'amour : Cupidon sur Terre (téléfilm)
- 1997-1998 : Players, les maîtres du jeu : Alphonse Royo (18 épisodes)
- 1998

Fureur intérieure (The Fury Within) : Mike Hanlon (téléfilm)
Le Retour de l'inspecteur Logan : Gianni Uzielli (téléfilm)
- 1999 : Bonanno, A Godfather's Story : Salvatore Bonnano (téléfilm)
- 2000 :

Secret Agent Man : Monk (12 épisodes)
Resurrection Blvd. : Aaron Cross (2 épisodes)
- 2001

Nash Bridges : Vincent Corell (1 épisode)
L'ultime refuge (Sanctuary) : Nathan Delaney (téléfilm)
Sex and the City : moine franciscain - frère F**k (saison 4 épisode 1)
- 2002

Flatland (1 épisode)
Andromeda : Bobby Jensen (1 épisode)
Sacred Ground : Greg (2 épisodes)
Charmed : Rick, le fantôme, compagnon de Léo (saison 4, épisode 17)
Spy Girls : Mica Divornak (1 épisode)
Sur la piste du danger : Chris Milos (téléfilm)
- 2003 : Fastlane : Reno Castelli (1 épisode)
- 2004 : La Saveur du grand amour (Just Desserts) : Marco Poloni (téléfilm)
- 2005 - 2006 : Sept à la maison : Bill Brewer / Beau Brewer (5 épisodes)
- 2006 : New York Volcano (Disaster Zone: Volcano in New York) : Matt MacLachlan (téléfilm)
- 2007

The Weddings Bells : Ernesto (1 épisode)
Premiers doutes : Chase Harper (téléfilm)
- 2013

Major Crimes : Vince Webb (1 épisode)
NCIS : Enquêtes spéciales : Tomas Mendez (2 épisodes)
- 2014 : Divorce sous surveillance (House of Secrets) : Inspecteur Morrison (téléfilm)
- 2015

Model Citizen : Nick Anderson (téléfilm)
Pauvre petite fille riche : Chester Marino (téléfilm)
- 2016 : Once Upon a Time : Le Capitaine Silver (saison 5, épisode 15)
- 2017 : The Last Ship : Demetrius (3 épisodes)
- 2018 : Hawaii 5-0 : Vasili Shirokov (saison 8, épisode 25 : Waiho Wale Kahiko)

## Distinctions

### Nominations
- 1re cérémonie des Screen Actors Guild Awards 1995 : Meilleure distribution pour une série dramatique pour Un drôle de shérif (Picket Fences) (1992-1996) partagé avec Kathy Baker, Don Cheadle, Holly Marie Combs, Kelly Connell, Robert Cornthwaite, Fyvush Finkel, Lauren Holly, Justin Shenkarow, Tom Skerritt, Leigh Taylor-Young, Ray Walston et Adam Wylie.
- 2e cérémonie des Screen Actors Guild Awards 1995 : Meilleure distribution pour une série dramatique pour Un drôle de shérif (Picket Fences) (1992-1996) partagé avec Amy Aquino, Kathy Baker, Don Cheadle, Kelly Connell, Fyvush Finkel, Lauren Holly, Marlee Matlin, Justin Shenkarow, Tom Skerritt, Ray Walston et Adam Wylie.